# Harald Schmidt
Harald Franz Schmidt (Nuevo Ulm, 18 de agosto de 1957) es un actor, humorista, columnista, animador, autor y locutor alemán.

## Juventud, formación y vida privada
Los padres de Schmidt fueron expulsados de sus países de origen. Su padre, Anton (1916-2010), era originario de Karlsbad en los Sudetes, y su madre de Brünn en la Región de Moravia Meridional. Schmidt, creció en Nürtingen, fue parte de los escultistas católicos durante su niñez y creció bajo la influencia de una familia estrictamente católica.
Más adelante fue músico de iglesia, recibiéndose con nota C en la Academia musical en Rottemburgo del Néckar y cumplió la función de organista en la comunidad católica St. Johannes en Nürtingen.
Al terminar su bachillerato en el liceo Hölderlin-Gymnasium en Nürtingen y el cumplimiento de la obligatoria prestación social sustitutoria en la oficina de una parroquia. Estudió actuación en la Academia estatal Staatlichen Hochschule für Musik und Darstellende Kunst (Escuela superior de música y teatro) en Stuttgart entre 1978 y 1981. 
Para ganar contactos en el ámbito televisivo, en el 1983 Schmidt se postuló en la escuela periodística Henri-Nannen-Journalistenschule, pero no fue elegido como estudiante entre los cien postulantes.
Schmidt vive con su compañera sentimental en Colonia-Marienburg y tienen cinco hijos.

## Actor y humorista

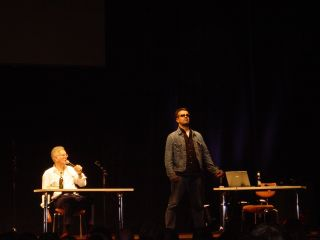
Harald Schmidt y Manuel Andrack, 2005 en Karlsruhe

Harald Schmidt tuvo su primero compromiso laboral entre 1981 y 1984, en los escenarios estatales de Augsburgo. Su rol era el de segundo mameluco en la obra de Lessing, Nathan el Sabio, quien solo recitaba la frase Nur hier herein (solo entré aquí).
En 1984, empezó a trabajar con Kay Lorentz en el escenario humorístico Kom(m)ödchen en Düsseldorf. Ahí permaneció hasta 1989 y comenzó su carrera bajo la dirección de Lore Lorentz. En 1985 fue de gira con su primer acto individual Ich hab’ schon wieder überzogen (Ya volví a exagerar). Siguieron los actos individuales Überstehen ist alles en 1988 y Schmidtgift en 1992.
En la primavera del 2002 volvió al teatro como el sirviente Lucky en la obra Esperando a Godot de Beckett y en abril del mismo año integró el elenco del teatro Bochumer Schauspielhaus en Bochum. En la misma ciudad actuó en la obra Die Direktoren de Daniel Besse interpretando el vicepresidente Montparnasse. El 14 de julio de 2004 fue de gira con un programa humorístico de dos horas de duración, Sprechstunde, Einspruch und Summa cum, en el que colaboró con Manuek Andrack.
Desde el 2008, Schmidt integra el elenco del teatro estatal Staatstheater Stuttgart en Stuttgart. El 25 de octubre de 2008 se estrenó, en el escenario del mismo teatro, la puesta en escena del musical hamletiano, Der Prinz von Dänemark ( El príncipe de Dinamarca) concebido por el artista bajo la dirección de Christian Brey. Schmidt interpreta varios roles de la obra. 
Finalmente actuó repetidamente en puestas en escena del director independiente René Pollesch. Durante su gira a través de Alemania con el Concerto Köln en el 2012, interpretó en papel principal de la ópera Der Schauspieldirektor y cantó una parte en barítono. 
Desde el 1994, Schmidt escribe una columna semanal para la revista Focus.

## Comienzos en ARD
Su primera experiencia televisiva empezó en marzo del 1988 en la emisora Sender Freies Berlin con la emisión MAZ ab!, que se estrenó en 1989 en el canal Das Erste (ARD). En 1990 le siguieron los programas Pssst…(Un show de adivinanzas inspirada en Was bin ich? de Robert Lembke) y Schmidteinander, el cual moderó junto a Herbert Feuerstein hasta diciembre de 1994. Ambas fueron producidas y emitidas por la emisora Westdeutschen Rundfunk y más tarde (en 1994 y 1995 respectivamente) por Das Erste. En la programación de la tarde de febrero y marzo del 2007 se reemitió Pssst… en doce capítulos, pero no se pudo alcanzar el índice de audiencia esperado.
Desde diciembre de 1992 hasta marzo de 1993 participó en la breve emisión de cuatro capítulos, Show Gala!, producida por Radio Bremen para ARD.
Entre octubre de 1992 y mayo de 1995 moderó el show Verstehen Sie Spaß? en el canal televisivo ARD, pero solo tuvo éxito moderado y el programa pasó a las manos de Paola y Kurt Felix. Schmidt se había colocado cada vez más en el centro de atención del programa el cual en realidad tenía que centrarse en bromas filmadas con cámaras secretas. Sus aportaciones humorísticas no eran aptas para el amplio espectro de espectadores hacia los cuales el show se dirigía.

## Harald Schmidt Showen Sat.1
Desde el 5 de diciembre de 1995 hasta el 23 de diciembre de 2003, Schmidt moderó el show Harald Schmidt Show inicialmente producido por Brainpool en el Capitol de Colonia. Desde agosto de 1998 hasta diciembre de 2003 el show fue producido por la empresa del artista en cuestión, Bonito, en el estudio 449 en Colonia-Mülheim. Por su humor frecuentemente irrespetuoso y cínico le fue otorgado el apodo de Dirty Harry.
El trato carente de tabúes que tenía con sus víctimas le trajo varias demandas judiciales. La presentadora Susan Stahnke comenzó un juicio por una emisión del show Harald Schmidt Show en la que una actriz similar a la demandante participa en un supuesto rodaje de una escena erótica para la película Basic-Instinct II vistiendo lencería sugerente. La escena hacia referencia a los planes de Stahnke de comenzar una carrera como actriz en Hollywood, relevados anteriormente por la prensa.
El 8 de diciembre de 2003 Harald Schmidt anunció que, al finalizar su Late-Night-Show en Sat.1 iba a tomarse un receso creativo. Pocos días antes, a causa de la absorción de ProSiebenSat.1 Media AG por parte de Haim Saban, había sido despedido el hasta entonces presidente Martin Hoffman, con quien mantenía una relación amistosa. Según un artículo de la revista Der Spiegel el jefe ejecutivo de ProSiebenSat.1, Urs Rohner, había recibido instrucciones de no despedir a Hoffman antes de la renovación de contrato pendiente con Schmidt. Las negociaciones tomaron más de lo esperado y Rohner despidió a Hoffman prematuramente lo cual resultó en Schmidt se negara a renovar el contrato.
Su sucesora fue Anke Engelke con el show Anke Late Night show que fue cancelado debido a la baja audiencia. Durante el siguiente receso que duró año, Schmidt emprendió un viaje alrededor del mundo y una gira humorística con Manuel Andrack.

## Regreso a ARD

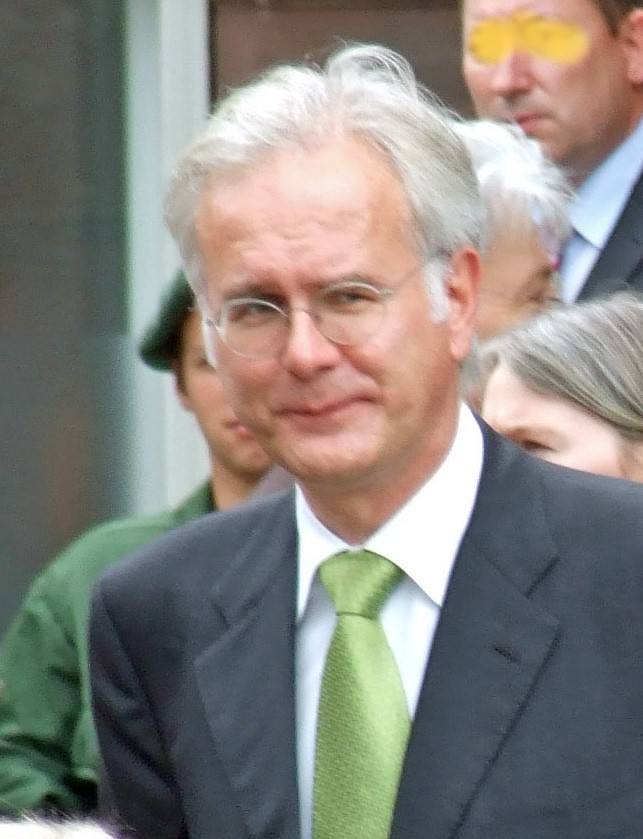
Harald Schmidt 2007

El Nuevo Late-Night-Show Harald Schmidt se preestrenó el 23 de diciembre de 2004 en el canal televisivo ARD, exactamente un año después de su última emisión en Sat.1. El estreno se realizó el 19 de enero del año siguiente. Klein Report estimó, en la prensa suiza, que Schmidt recibió un total de 8 Millones de Euros por 60 emisiones por año, o sea un promedio de 133.000 Euros por capítulo.
Junto a la moderación de su programa homónimo, Schmidt siguió apareciendo en varios programas a lo largo de los próximos años. Desde el 12 de diciembre hasta el 26 de febrero de 2006 condujo el show Olympia mit Waldi & Harry de ARD en colaboración con el periodista deportivo Waldemar Hartmann, el programa se emitió durante las Olimpiadas de Invierno del 2006.
El 15 de mayo de 2006 fue invitado por la revista televisiva Report Mainz para conducir una emisión por su 40. Jubileo, el cual era concebido de manera autocrítica e irónica. Junto a Eva Padberg moderó la entrega de los premios Bambi de la asociación Hubert Burda Media el 30 de noviembre de 2006. La entrega de los Bambi se celebró por primera vez en el edificio Mercedes-Benz Welt en Stuttgart y fue emitida en vivo por la ARD. También las entregas de los dos años siguientes fueron moderadas por Schmidt.
En una postulación de prueba para un show de ARD, en el que moderó la parte del Noticiero de ZDF, como suplente, fue invitado a moderar una emisión del noticiero Heute-journal, el 19 de abril de 2007. La emisión fue vista por 4,24 Millones de espectadores.
El 25 de octubre de 2007 empezó la conducción del show televisivo Schmidt & Pocher junto al comediante Oliver Pocher. En una entrevista con la revista Der Spiegel, declaró que, al finalizar su programa Harald Schmidt en junio de 2007, dejaría de moderar Late-Night-Shows que se emitieran varias veces a la semana y que prefería dejar a su colega Pocher a cargo de eso. En abril de 2009 los dos artistas finalizaron su trabajo en conjunto. En septiembre del mismo año Schmidt volvió al aire con una versión reeditada de su programa anterior.
El 22 de septiembre de 2008 Schmidt asumió el cargo de redactor en jefe del programa NDR Info durante un día, en ocasión al 10. aniversario de la emisora. 
En septiembre del 2010 se supo que Harald Schmidt no volvería a renovar su contrato con ARD, válido hasta el 2011, y que firmaría con el canal Sat.1. Schmidt declaró en una entrevista con la revista ZEIT que ARD había mostrado poco interés y que él había entendido el mensaje.

## Regreso a Sat.1
El 13 de septiembre se estrenó el primer episodio del programa Harald Schmidt Show el cual había sido reeditado. En un principio el show se emitía cada martes y miércoles a las 23.15 pero en marzo del 2012 empezó a emitirse de martes a jueves a la misma hora. En marzo del 2012 Sat.1 anunció que el programa sería cancelado por el insuficiente índice de audiencia. Se emitió por última vez el 3 de mayo de 2012.

## Futuro en Sky
El 2 de mayo de 2012 el canal televisivo Sky anunció que Schmidt presentaría su show a partir del otoño del mismo año de martes a jueves a las 22.15 en los canales Sky Atlantic HD y Sky Hits/HD.

## Cine
Complementando su trabajo como moderador en la televisión, Schmidt actuó en varias películas. 
En el 1995 apareció en la película Nich’ mit Leo y en el 1999 protagonizó la película Late Show interpretando a Conny Scheffer. Obtuvo un rol secundario, junto a varios comediantes, en la película 7 Zwerge – Männer allein im Wald de Otto Waalkes y en la película Vom Suchen und Finden der Liebe de Helmut Dietl.
En el 2004, tenía que hacer de político en la película de RTL sobre la inundación catastrófica ocurrida en Hamburgo en 1962 pero desistió antes de anuncia su reestrenó de su Late Night Show. En el 2008 interpretó el rol de Gentleman Hosts Oskar en la serie de películas de ZDF, Das Raumschiff. 
En la segunda película de Hermina Huntgeburth apareció como vendedor de lencería. En noviembre del 2009 fue invitado a actuar como director de una institución psiquiátrica en la serie policial SOKO Stuttgart.
En el 2011 Schmidt asumió un papel como actor invitado en la película dramática Halt auf freier Strecke dirigida por Andreas Dresens y al año siguiente en la película cómica Zettl dirigida por Helmut Dietls.